# مدرسة طب لانكستر
مدرسة طب لانكستر أو مدرسة لانكستر الطبية (LMS) هي أصغر كلية طب عام في المملكة المتحدة. وهي تقع في لانكستر في شمال غرب إنجلترا وهي جزء من كلية الصحة والطب في جامعة لانكستر. وهي حاليا أحدث كلية طب عام في المملكة المتحدة مع أول دفعة خريجين، والتي تخرجت في 2011.

## قبول الطالب
العدد الحالي من المقاعد 54 في العام، مع 4 مقاعد محفوظة الطلاب الدوليين (خارج الاتحاد الأوروبي).

## وصلات خارجية
- الموقع الرسمي